# Iphiclides feisthamelii
Southern Swallowtail (Iphiclides feisthamelii) là một loài bướm ngày được tìm thấy ở Tây Ban Nha, Bồ Đào Nha, Maroc, Algérie, and Tunisia. 
Ấu trùng ăn Prunus amygdalus, P. persica, P.insitia, P. longpipes, Pyrus communis, Malus domesticus and Crataegus oxyacantha.

## Hình ảnh

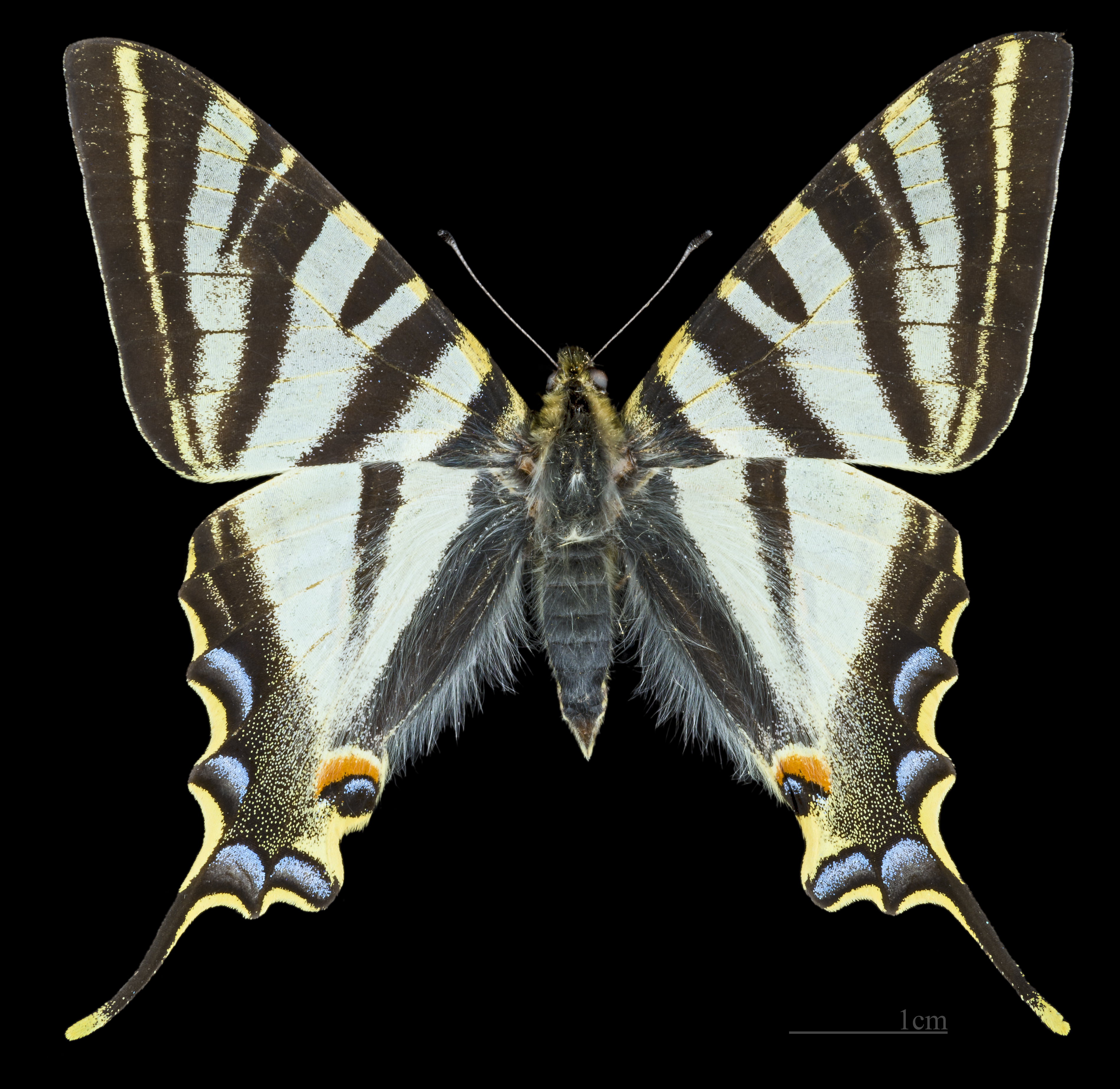
♂
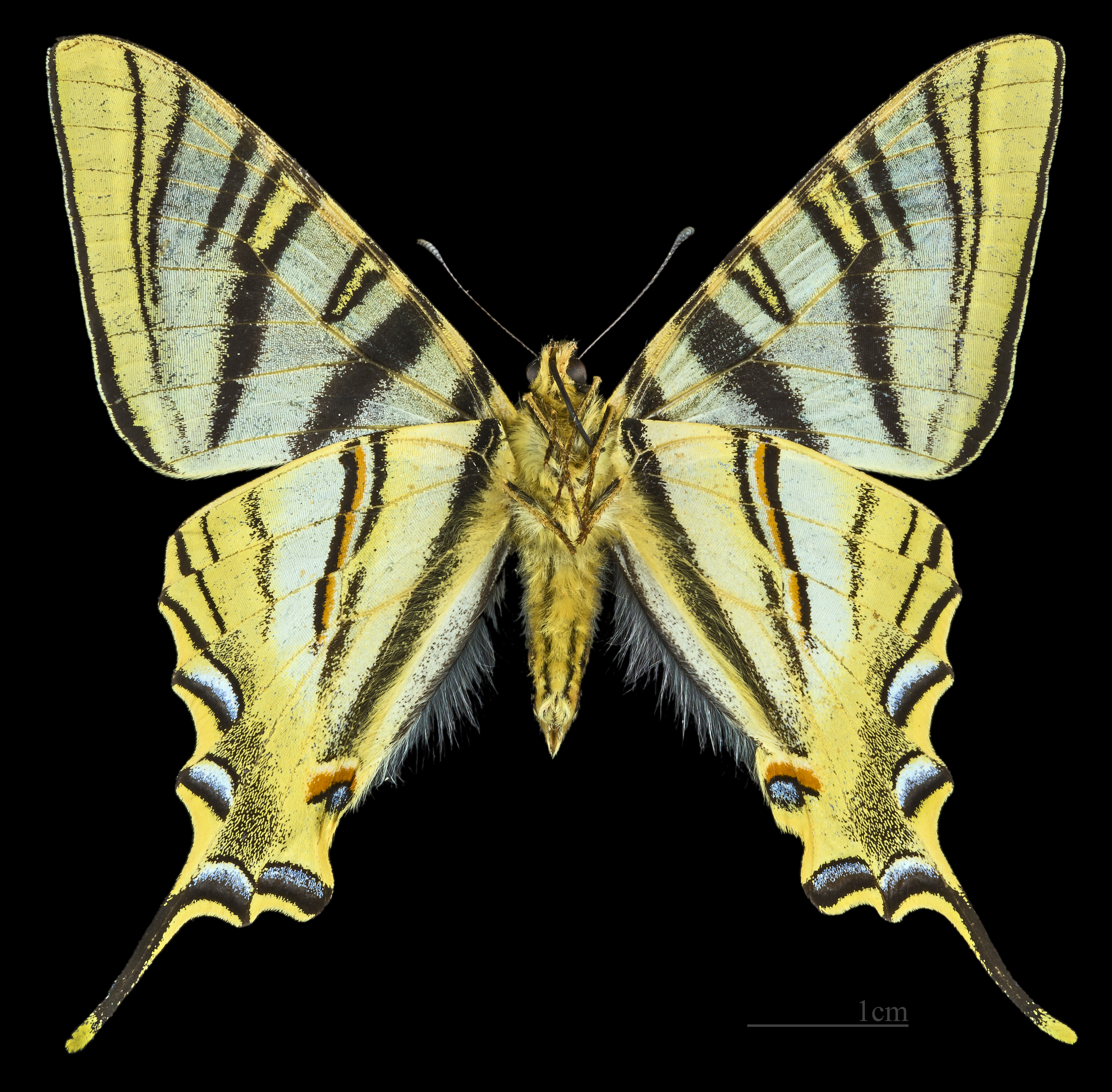
♂ △
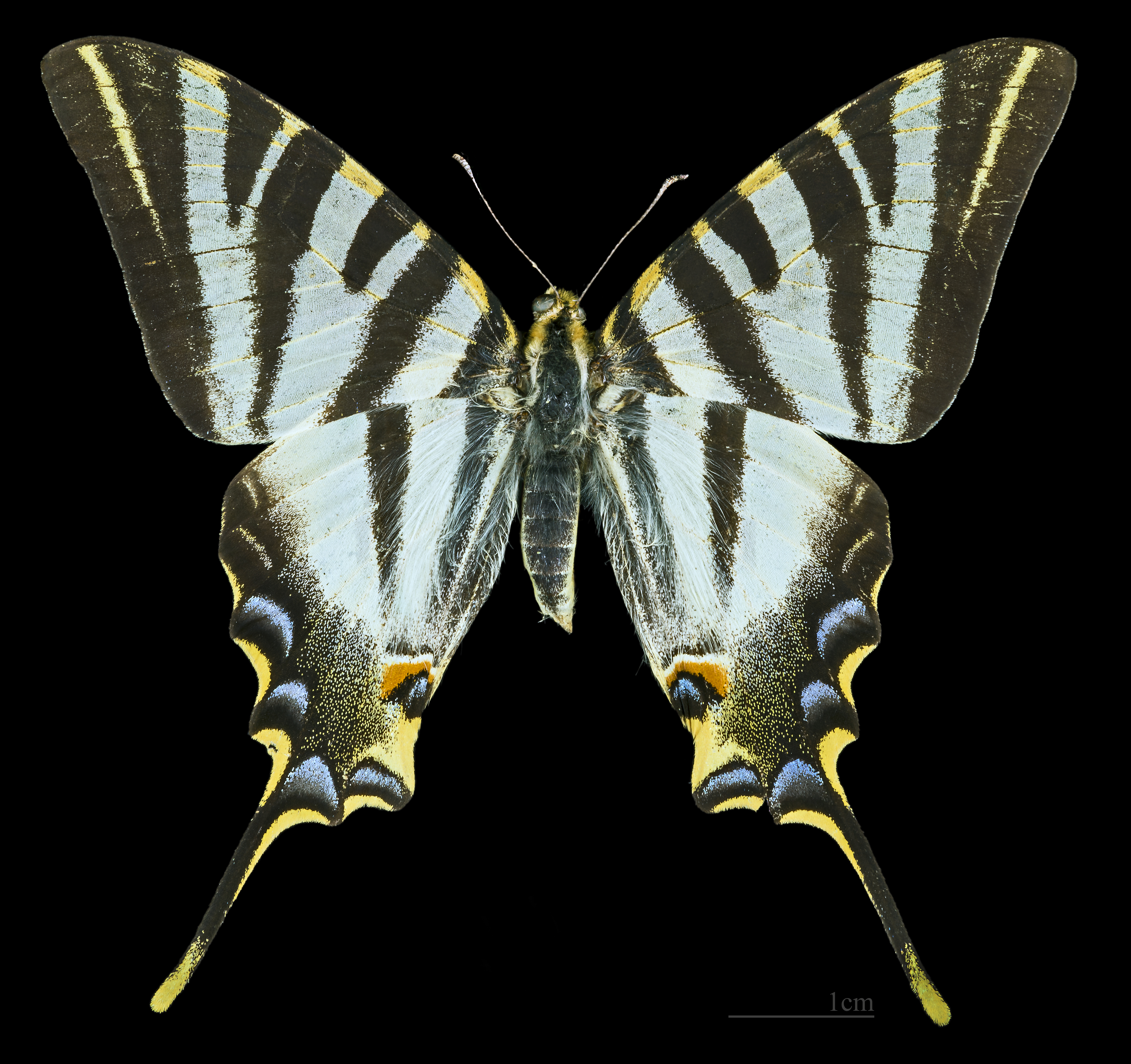
♀
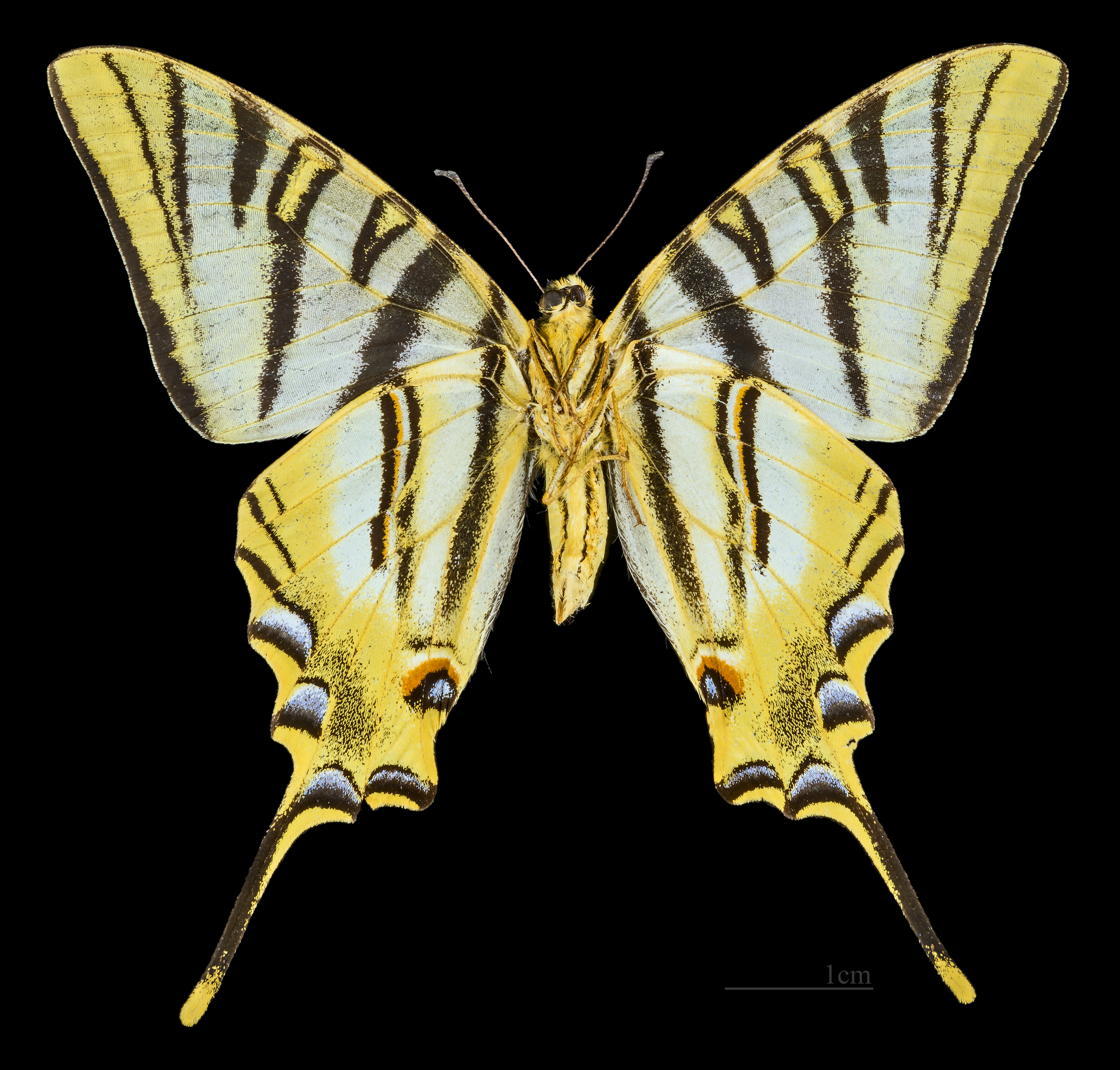
♀ △

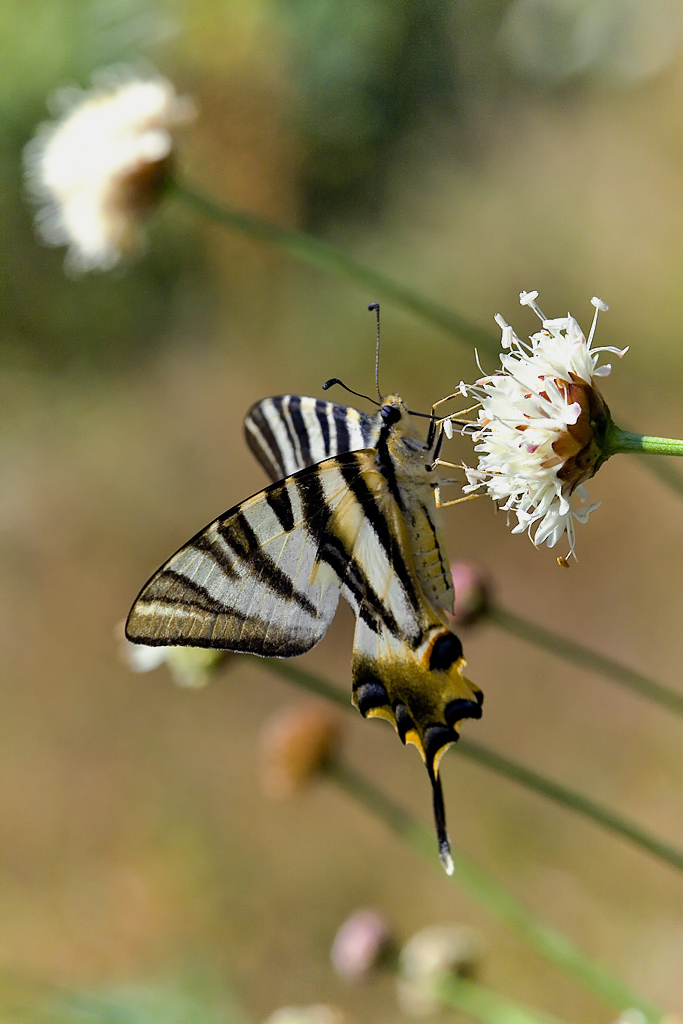
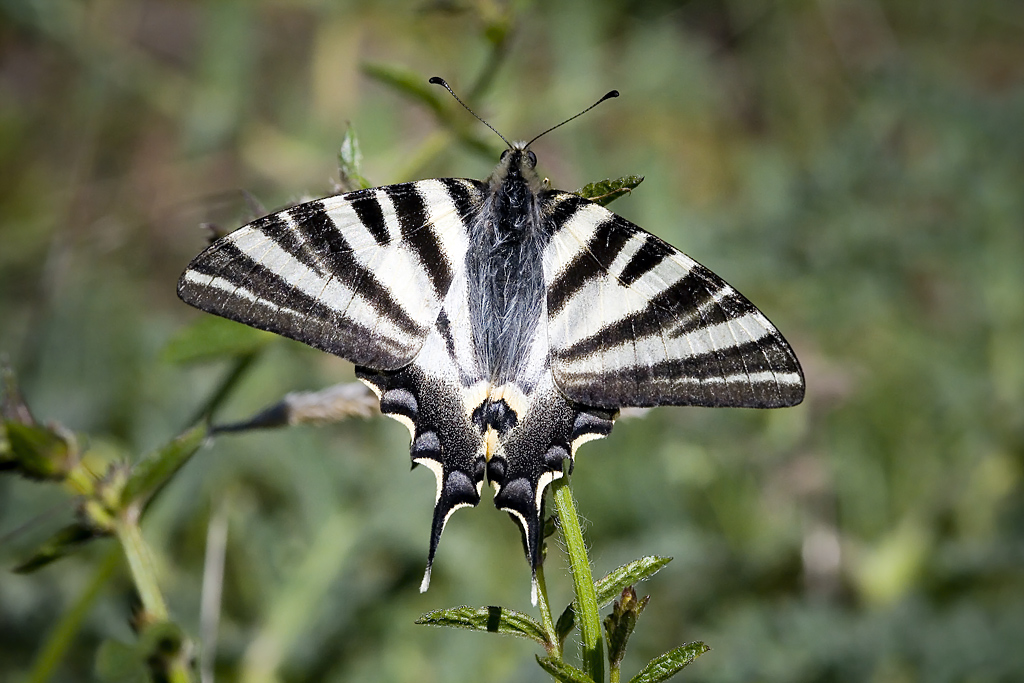
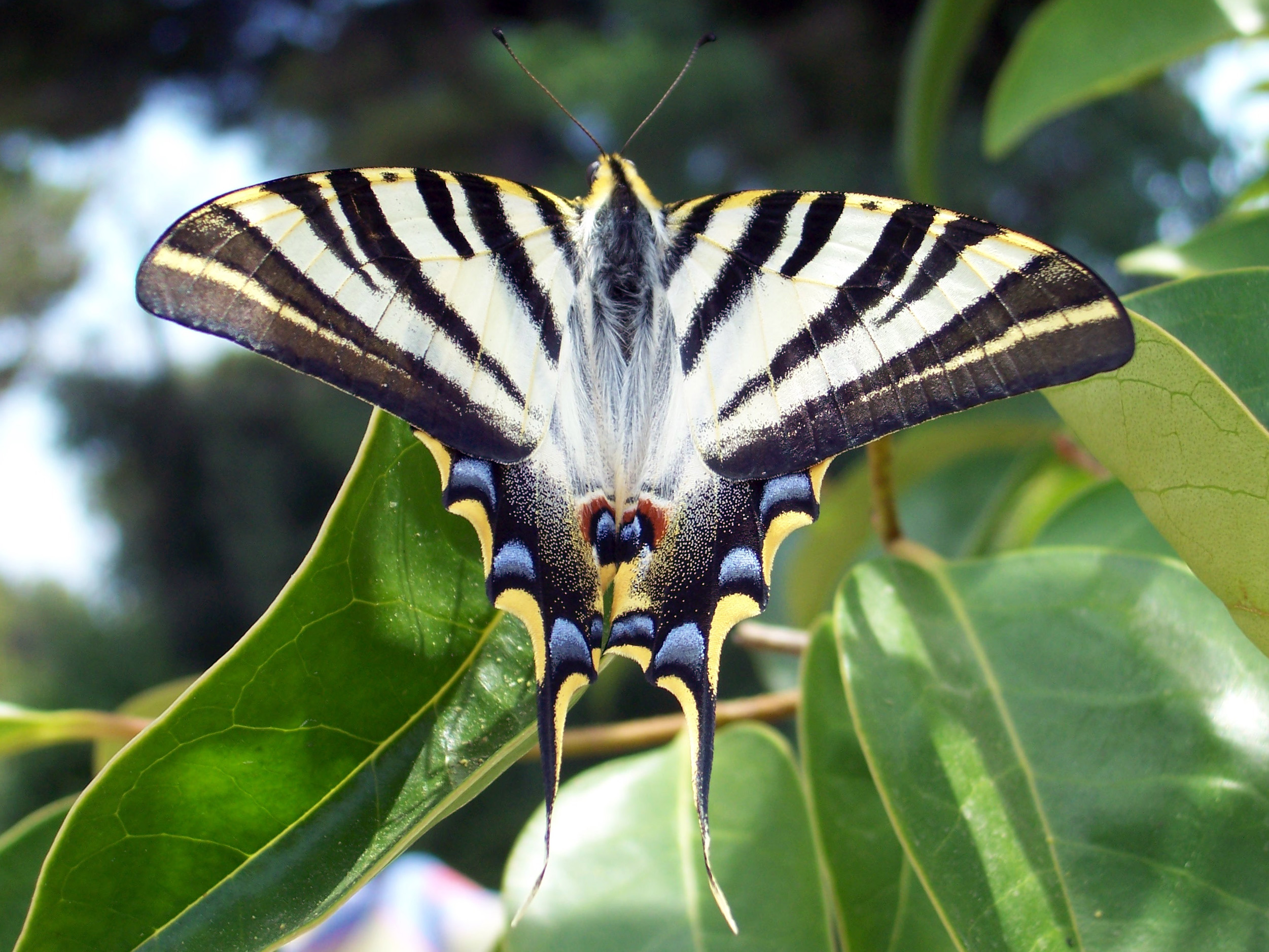
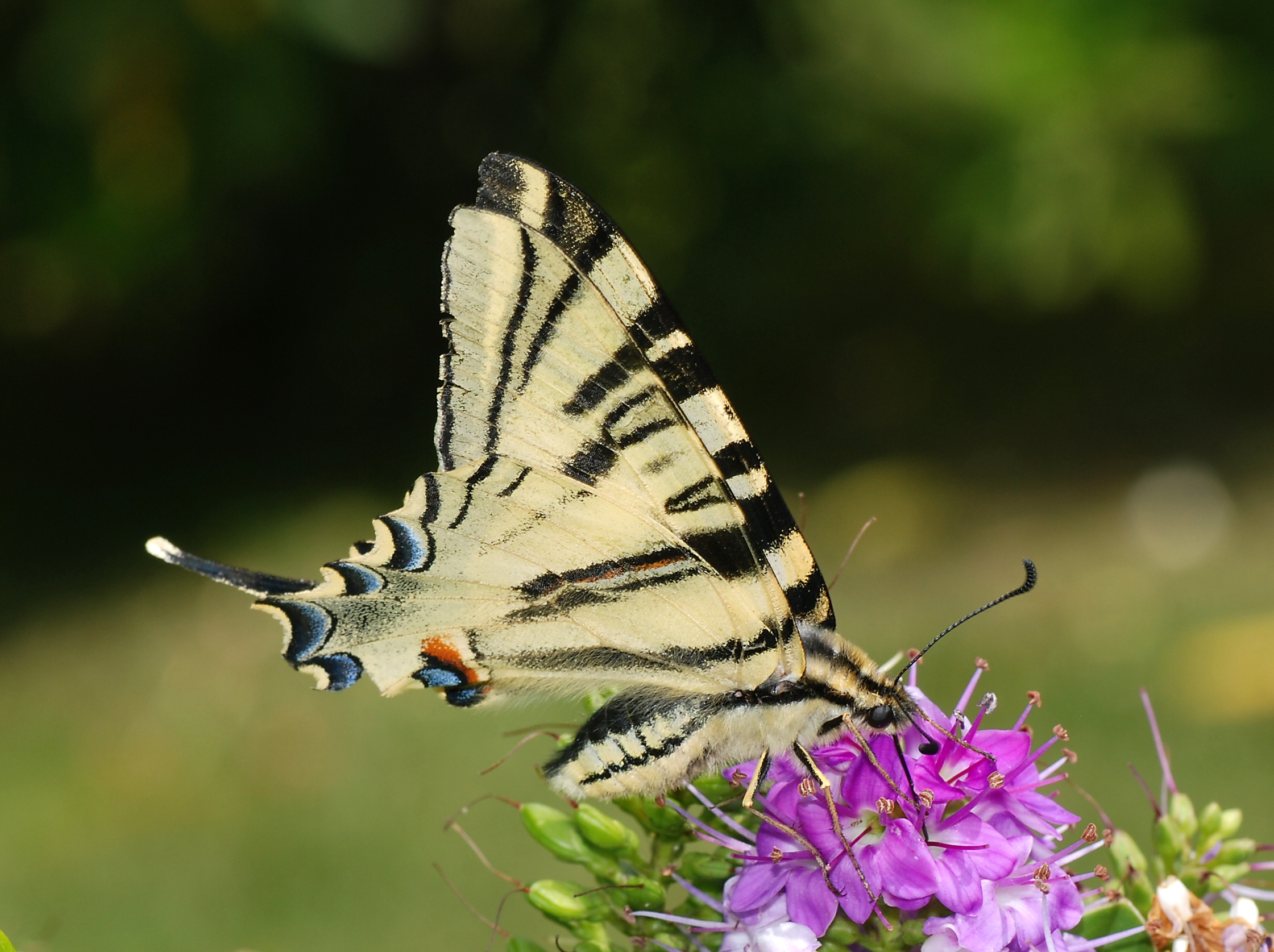